# Бугаи Вторые
Бугаи Вторые (укр. Бугаї Другі) — село,
Золочевский поселковый совет,
Золочевский район,
Харьковская область.
Код КОАТУУ — 6322655103. Население по переписи 2001 года составляет 62 (27/35 м/ж) человека.

## Географическое положение
Село Бугаи Вторые находится на правом берегу реки Уды, выше по течению на расстоянии в 2 км расположено село Андреевка, ниже по течению на расстоянии в 2 км расположен пгт Золочев, на противоположном берегу — пгт Золочев и село Снеги, к селу примыкает село Рассоховатое.
Рядом с селом проходит железная дорога, ближайшие станции Снеги и Светличный (2,5 км).

## История
- 1775 — дата основания.

## Экономика
- Молочно-товарная ферма.